# Franse kaas
Franse kazen staan bekend om hun verscheidenheid in smaak en in voorkomen. Er zijn verschillende manieren om de kazen in te delen, bijvoorbeeld naar afkomst, naar smaak, naar geografisch gebied, naar type. De meest gangbare indeling van de Franse kazen in een aantal families is hier opgesomd:

## Families

### Roodbacterie- of gewassenkorstkaas
Gewassenkorstkazen zijn zacht van binnen en hebben een oranje tot rode buitenkant. De karakteristieke korst wordt gemaakt door tijdens het rijpingsproces de kazen twee tot drie keer per week af te borstelen en te wassen met zout water met een bepaald bacteriemengsel, of met een ander mengsel, wat een specifieke smaak tot gevolg kan hebben. De korst blijft soepel en glad, de inhoud zacht en kan zeer sterk van smaak en geur worden.
Voorbeelden:
| - Dauphin (kaas) - Époisses - Gris de Lille - Langres AOC - Livarot AOC - Maroilles AOC - Mont d’Or AOC | - Le Montagnard - Pont l’Évêque AOC - Port Salut - Reblochon AOC - Rollot - Saint-Albray |

### Wittekorst- of witschimmelkaas
Voorrijping vindt plaats gedurende ongeveer 20 uur bij een temperatuur van 10-15°C. Stremming vindt plaats door de toevoeging van stremsel, en kan versneld worden door het toepassen van druk. De wrongel wordt niet gesneden. Twee dagen rusten de kazen bij 15°C voordat ze gezouten worden en de witte schimmel op de korst gestrooid wordt. Vervolgens moeten de kazen nog enige tijd rijpen, een rijpe kaas is vloeibaar van binnen.
Voorbeelden:
- Coulommiers
- Brie de Meaux AOP
- Brie de Melun AOC
- Camembert de Normandie AOC
- Caprice des Dieux
- Chaource AOC
- Neufchâtel AOC
- Saint-Aubin

### Harde kazen (op basis van verhitte melk)
De melk voor de kaas wordt eerst tot 63° - 65 °C verwarmd (afhankelijk van of de kaas “rauwmelks” moet zijn of niet). Na koeling tot 32°C wordt stremsel toegevoegd. Na ongeveer een half uur is de melk een vaste massa, die in kleine stukjes gesneden wordt en waarbij wei ontstaat. Het mengsel van wrongel en wei wordt nog weer tot 55°C verwarmd en een uur op die temperatuur gehouden. Vervolgens worden wei en wrongel zo goed mogelijk gescheiden en wordt de wrongel in vormen gebracht en geperst. Na een aantal uren wordt dan de kaas in een koele kelder opgeslagen (12°C) voor een periode tot 3 weken, waarna de kaas verhuist naar een ruimte op 20°C. In deze periode vindt het grootste deel van de fermentatie plaats, waarbij de lacto-bacteriën de melksuiker omzetten in melkzuur. Dan ontstaan ook de kenmerkende gaten (ogen) in de kaas. Hoe langer op deze temperatuur, hoe meer gaten. Gaat de kaas weer snel naar de koudere omgeving, dan blijven de gaten klein.
Voorbeelden:
- Beaufort
- Comté
- Emmental (de Savoie)

### Halfharde kazen (niet verhitte melk)
De kazen die volgens dit procedé gemaakt worden zijn veelal vanouds de abdij-kazen. De melk wordt verwarmd tot 25°C en licht aangezuurd. Stremming vindt plaats in een half uur tot drie kwartier, waarna de wrongel gesneden wordt. Na verwijdering van de wei wordt de kaas gewassen in water van 40°C, en vervolgens (meestal) gezouten en geperst. De niet gezouten kazen gaan nog in een pekelbad. Vervolgens gaat de kaas naar rijpingsruimtes / droogplaatsen, en rijpt daar verder bij een temperatuur van 15°C. Rijpingstijden lopen uiteen van 15 dagen (St. Paulin) tot 3 maanden (Cantal) en meer.
Voorbeelden:
- Abondance AOC
- Cantal AOC
- Laguiole AOC
- Morbier AOC
- Ossau-Iraty
- Raclette
- Reblochon
- Salers AOC
- Saint-Nectaire AOC
- Saint-Paulin

### Blauwaderkaas of Blauwschimmelkaas
De melk wordt verwarmd tot 32°C en vervolgens met stremsel en druk gestremd. De wrongel wordt in kleine stukjes gesneden en het water wordt uit de kaas verwijderd. De schimmel wordt toegevoegd en de kaas wordt gezouten. De blauwe aders ontstaan door de verdeling van de schimmel door de kaas. De kazen worden eerst in een koele grot bewaard voor een korte periode, waarbij ook de korst nog gezouten wordt. Daarna worden er met naalden gaten in de kaas geprikt, zodat er lucht bij kan om de schimmels beter te laten groeien. De kazen rijpen verder in grotten, warmere voor snellere rijping, koude voor langzamer rijping.
Voorbeelden:
- Bleu d'Auvergne AOC
- Bleu de Gex / Haute Jura AOC
- Bleu des Causses AOC
- Bleu du Vercors-Sassenage AOC
- Fourmes d'Ambert AOC / Fourmes de Montbrison AOC
- Rochebaron
- Roquefort AOC

### Smeltkaas
Voor smeltkazen worden veelal harde kazen gebruikt die niet aan de hoge AOC eisen konden voldoen. Niet zozeer vanwege de smaak als wel vanwege misvormingen. De kazen worden ontkorst, geraspt, vermengd met boter of melk, eventueel worden kruiden toegevoegd en ten slotte wordt de kaas verwarmd tot 95-125°C. Hoe warmer des te langer houdbaar.
Voorbeelden:
- Cancoillote
- Reybier walnoot
- La vache qui rit

### Verse kaas
De kaas stremt langzaam, in 12-24 uur, het stremmen op basis van geselecteerde stremsel laat de kaasvlokken wel opgelost in de wei, dit levert een soort van gel op. Wei wordt wel deels afgegoten (kan ook weggecentrifugeerd worden). Een vrij groot deel van de wei blijft dus in wezen in de kaas, wat het hoge vochtgehalte verklaart. De kaas kan naturel of gekruid gegeten worden.
Voorbeelden:
- Fromage Blanc of kwark
- Paturain
- Saint-Moret
- Boursin

### Geitenkaas
Deze familie wordt niet gekenmerkt door een bereidingswijze maar door de afkomst van de melk. Eigenlijk heb je het onderscheid zoals hiervoor gegeven ook voor de kazen van geitenmelk. Ook daar heb je blauwe kazen, witte kazen, etc. Veel van de geitenkazen zijn jong, worden snel verwerkt en vaak nog met de hand gemaakt. Met name de kleine geitenkaasjes hoeven niet langer dan een week te rijpen voordat ze al verkocht kunnen worden. In grotten of kelders kan het rijpingsproces langzamer verlopen en kunnen kazen in allerlei gradaties van verdroging aangemaakt en verkocht worden.
Frankrijk telt 14 geitenkazen met AOP-keur:
- Banon AOP
- Chabichou du Poitou AOP
- Charolais AOP
- Chevrotin AOP
- Chavignol AOP
- Mâconnais AOP
- Pélardon AOP
- Picodon AOP of de Picodon de la Drôme AOC
- Pouligny Saint-Pierre AOP
- Rigotte de Condrieu AOP
- Rocamadour AOP
- Sainte-Maure de Touraine AOP
- Selles-sur-Cher AOP
- Valençay AOP

### Schapenkaas

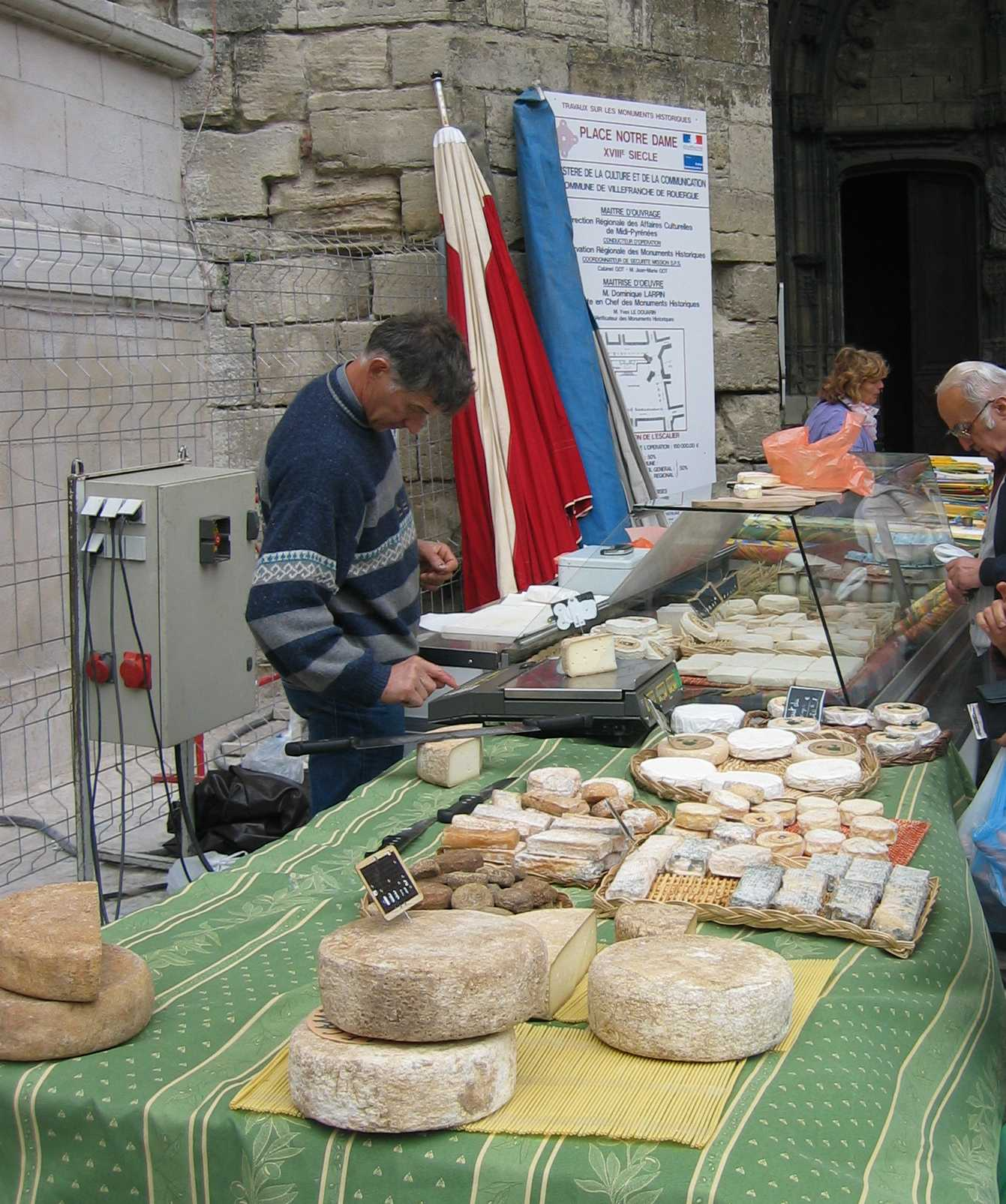
Schapenkaas op de markt in Villefranche de Rouergue - Aveyron

Net als bij de geitenkaas is hier de afkomst van de melk bepalend en niet het bereidingsprocedé. De kaas kan hiervoor in de eerder genoemde groepen ook al voorkomen.
Voorbeelden:
- Brocciu/Broccio AOC
- Ossau-Iraty AOC
- Roquefort AOC